# ナンベイマメリス
ナンベイマメリス (Sciurillus pusillus) は、哺乳綱ネズミ目（齧歯目）リス科ナンベイマメリス属に分類されるリス。
南米に分布する小型の樹上性リスで、本種のみでナンベイマメリス属を構成する。

## 分布
フランス領ギアナ、スリナム共和国、ブラジル中央部、ペルー北部、コロンビア南部。
生息地は、南アメリカ北部の少なくとも4つの地域に分断化されている。

## 形態
頭胴長10センチメートル、尾長11センチメートル、体重30-48グラム。アメリカ大陸原産の樹上性リスの中では最小の種である。
体毛は、背部が白色の混じった灰色、腹部はより淡い灰色。頭部はやや赤みがかっており、耳の後部に白い模様がある。耳は短く、丸い。
脚は細く、前脚を伸ばして体を支えながら木に登る。

## 生態
低地の熱帯雨林に生息する。
昼行性で、地上9メートル以上の樹冠で一日を過ごす。サガリバナ科の木 (machimango tree, Eschweilera) から集めた繊維で覆われている、樹上性のシロアリの放棄した巣に巣を作っていることが観察されている。
樹皮をかじって食す（特にパルキア属 Parkia）。傷ついた木から作られる樹脂や、樹皮の下の形成層も食べる。
個体密度は低く、通常1平方キロメートルあたり3頭以下だが、食物が集中する地域では、1頭以上の大人と子どもを含む集団が観察されている。
木の間を素早く移動し、コオロギの鳴き声のような警戒声を発する。
6月に繁殖し、1度の出産で1-2子を産む。

## 分類
3亜種が確認されている。しかし、それぞれの地理的分布ははっきりしておらず、これらが2種以上の異なった種に相当するかもしれないと考えられている。和名はマクドナルド (1986, p. 155)による。
- リス科 Sciuridae
  - Sciurillinae
    - ナンベイマメリス属 Sciurillus
      - ナンベイマメリス Sciurillus pusillus
        - S. p. glaucinus Thomas, 1914
        - S. p. kuhlii Gray, 1867
        - S. p. pusillus E. Geoffroy, 1803